# Gheorghe Poenaru-Bordea
Gheorghe Poenaru-Bordea (n. 28 iunie 1937, București - d.14 mai 2004) a fost un eminent profesor, istoric și numismat român, cercetator al Institutului de arheologie "Vasile Pârvan", cu o vastă activitate în domeniul arheologiei, epigrafiei și numismaticii românești. 

## Activitate
Între anii 1954-1959 Gheorghe Poenaru-Bordea a fost student de excepție al Facultății de Istorie din cadrul Universității din București. Încă de atunci i s-a precizat opțiunea pentru studiul istoriei antice, cu precădere a antichității clasice. A urmat în anii III-V secția de arheologie și istorie veche, activând și în cercul studențesc de specialitate, a devenit membru al Societății de Studii Clasice și a participat la o serie de campanii arheologice. După terminarea studiilor este repartizat ca profesor la școala generală din comuna Lunca Banului (jud. Vaslui), a predat istoria, limba română și educația fizică. A continuat să studieze si a ținut mereu legătura cu specialitatea, colaborând strâns cu Muzeul din Huși și cu Institutul de Istorie și Arheologie din Iași. Cu sprijinul colegilor ieșeni, dar mai ales al marilor săi profesori de la București, a fost transferat la Muzeul de arheologie din Constanța, unde a funcționat între anii 1961-1965. Anii petrecuți în această instituție de profil au fost decisivi în formația viitorului savant. A participat la cercetări arheologice spectaculoase – în Constanța, Mangalia, Histria și Adamclisi, a studiat inscripții antice (piese lapidare ori ștampile de amfore), dar mai ales a pătruns tainele numismaticii antice și bizantine. Din acești ani datează primele sale contribuții științifice tipărite. 
După o scurtă activitate didactică la liceul constănțean "Mircea cel Bătrân" (septembrie 1965 – februarie 1966), a obținut prin concurs un post de cercetător la Institutul de arheologie "Vasile Pârvan" din București, instituție căreia îi va rămâne devotat toată viața. În 1971 devine cercetător principal (gradul III) și membru în consiliul stiințific al Institutului (între 1982-1990 a fost președinte al acestuia). 
Gh. Poenaru-Bordea a avut o intensă activitate de arheolog al Olteniei romane, participând susținut la săpăturile de la Sucidava și Romula, ca și la cercetarea celor mai multe castre din valea Oltului sau a celor de la Sâmbotin și Bumbești-Jiu. A prezentat contribuții la trei congrese internaționale de studii asupra frontierelor romane (1972, 1976 și 1979) și a devenit membru al Comisiei Internaționale de Arheologie de la Roma, a fost colaborator statornic al publicațiilor Bulletin analythique d'histoire romaine (Strasbourg) și Fasti archaeologici (Roma). 
În domeniul epigrafiei, interesul său s-a împletit cu preocuparea pentru istoria economică a cetăților pontice. A studiat intens amforele ștampilate, domeniu în care a adus contribuții importante (de pildă în aplicarea statisticii la acest domeniu), apreciate și peste hotare, și a contribuit la formarea altor specialiști.
Domeniul în care a dat măsura deplină a capacităților sale si care l-a consacrat definitiv a fost numismatica antică. Repartizat la Cabinetul numismatic al Institutului de arheologie "Vasile Pârvan", Gh. Poenaru-Bordea a putut aprofunda studierea monedelor grecești, romane, barbare și bizantine, alături de nume prestigioase ale domeniului. A cunoscut și studiat cu precădere monedele grecești ale zonei Mării Negre și ale Peninsulei Balcanice. Mai rar a abordat descoperiri din alte zone ale țării, efectuând inclusiv cercetări competente asupra emisiunilor romane și bizantine sau chiar asupra pieselor bătute de diferite populații antice autohtone. În studierea și interpretarea monedelor și tezaurelor monetare a dovedit documentare minuțioasă, vastă cultură, judecată limpede și o cuprinzătoare viziune istorică. 
Stăpânirea acestei problematici i-a permis să abordeze studii ample de istorie economică antică. Teza sa de doctorat, susținută în 1978 sub îndrumarea acad. E. Condurachi, se intitula tocmai Viața economică din Pontul Stâng în lumina izvoarelor arheologice și numismatice (rămasă nepublicată).
În anul 1982 a câstigat premiul "Vasile Pârvan" al Academiei Române pentru capitolul descoperirilor monetare din termele romane de la Histria (publicate monografic de Al. Suceveanu). Încă din 1968 a devenit colaborator la volumele bibliografice Numismatic Literature, editate de Societatea Numismatică Americană, iar din 1973 la seria Coin Hoards, publicată de Royal Numismatic Society din Londra. În același an a participat și la volumul de referință An Inventory of Greek Coin Hoards.
Era adeseori prezent la congresele și simpozioanele internaționale de numismatică, în două rânduri fiind chiar raportor oficial al Comitetului Numismatic Internațional pentru monedele grecești antice din Balcani și țărmul nord-pontic (Berna 1979 și Londra 1986). A publicat contribuții importante în reviste de specialitate ale Europei și a studiat în cabinetele numismatice ale principalelor instituții de profil din Bulgaria, Grecia, Germania, Italia, Franța, Anglia și S.U.A. 
Ca invitat, a susținut o serie de conferințe pe teme de numismatică a Antichității, în cadrul unor renumite instituții academice din Italia (Universitatea din Padova, Universitatea din Lecce, Istituto Italiano di Numismatica) și Franța (Universitatea Paris-Sorbonne, École Pratique des Hautes Études, École de Hautes Études en Sciences Sociales). La Padova a predat și un curs de numismatică greacă (1969). La Universitatea din București a susținut doar un curs de istorie economică a lumii elenistice (1974-1975), apoi un altul de istorie a culturii antice pentru studenții la Filosofie (1977-1979) și unul de introducere în numismatică (1980-1981); semnificativ, abia după 1990 a fost solicitat statornic pentru cursuri regulate de numismatică antică și a primit dreptul de a conduce teze de doctorat.
Profesorul erudit Gheorghe Poenaru-Bordea a avut și o prezență remarcabilă și activă în Societatea Numismatică Română (membru din 1967, ales din 1977 în comitetul de conducere, vicepreședinte din 1982). A contribuit la reinstituirea simpozioanelor naționale de numismatică (din 1974), devenite de atunci o manifestare stiințifică regulată. Conservator al colecției numismatice a Societății, a fost și membru în comitetul de redacție al Buletinului acesteia (din 1978), având un rol important în editarea lui corespunzătoare și în organizarea schimburilor de carte. Același rol l-a jucat (încă din 1972) și în redacția revistei academice Studii și cercetări de numismatică.
Gh. Poenaru-Bordea a avut o activitate publicistică susținută. Alături de publicațiile de specialitate, a avut numeroase participări la lucrări colective de referință, recenzii și note – peste 50 (mai ales pentru publicații străine, greu accesibile specialiștilor noștri), prezentări de manifestări stiințifice românești și internaționale, cronici de descoperiri monetare, dări de seamă despre numismatica din alte țări, rezumate în volume de congrese stiințifice, necroloage și medalioane omagiale, articole de popularizare.

## Afiliații
- membru al Societății de Studii Clasice;
- membru activ (din 1967) al Societății Numismatice Române; 
  - membru al comitetului de conducere al aceleiași societăți (din 1977);
  - vicepreședinte al aceleiași societăți (din 1982);
- membru al Royal Numismatic Society - Marea Britanie (din 1974);
- membru de onoare al Societății Numismatice Croate (din 1988).

## Publicații

### Cărți
- Noi monumente epigrafice din Scythia Minor, Constanța, 1964 (colab.).
- Monedele antice de aur și argint din colecția Muzeului județean Brașov, Cumidava, 9, Brașov, 1978 (cu M. Chițescu și M. Marcu).
- Al. Suceveanu, Histria VI. Les thermes romaines, București, 1982 (capitolul Monnaies, p. 149-166).
- Al. Suceveanu, Fântânele. Contribuții la studiul vieții rurale în Dobrogea romană, București, 1998 (capitolul Monede, p. 191-216).
- M. Petrescu-Dîmbovița, Al. Vulpe (red.), Istoria românilor, București, 2001, I, p. 57-62, 557-570 (colab.).
- Halmyris. I. Monografie arheologică, Cluj-Napoca, 2003 (cu Al. Suceveanu, M. Zahariade, Fl. Topoleanu).

### Articole
Contribuții arheologice
- Date noi în legătură cu castrul Arutela, SCIV, 20, 1969, 1, p. 101-111 (cu Cr. Vlădescu).
- Arutela I-II, SMMIM, 2-3, 1969-1970, p. 8-45 (cu D. Tudor și Cr. Vlădescu).
- O nouă bazilică creștină la Tomis, Sesiunea de comunicări stiințifice a muzeelor de istorie, decembrie 1964, II, București, 1971, p. 468-484.
- Un segment din limes alutanus. Fortificațiile romane din jurul masivului Cozia, BMI, 141, 1972, 3, p. 27-32 (cu Cr. Vlădescu).
- Primele săpături arheologice în fortificația romană de la Rădăcinești, SCIV, 23, 1972, 3, p. 477-486 (cu Cr. Vlădescu).
- Date noi privind cultele de la Romula-Malva în lumina vaselor cu figuri în relief, SCIV, 24, 1973, 2, p. 239-257 (cu G. Popilian).
- Arutela III-IV. Observații asupra campaniilor arheologice din 1969-1970, SMMIM, 6, 1973, p. 12-26 (cu D. Tudor și Cr. Vlădescu).
- Les fortifications romaines sur le limes alutanus dans la zone du massif de Cozia, Actes du XIe Congrès International d’Études sur les frontières romaines (Mamaia 1972), București-Köln-Wien, 1974, p. 247-257 (cu Cr. Vlădescu).
- Castrele hadriene din valea carpatină a Oltului, Oltenia, 1, 1974, p. 47-59 (cu Cr. Vlădescu).
- Fortificația centrală de la Romula, SMMIM, 9, 1976 (1977), p. 3-15 (cu Cr. Vlădescu).
- Le complèxe de fortifications de Romula dans le cadre du systhème défensif du limes Alutanus, Akten des XI. Internationalen Limeskongresses (Székesfehérvár, 30. 8-6. 9. 1976), Budapest, 1977, p. 353-364 (cu Cr. Vlădescu) - versiunea românească în SMMIM, 10, 1977, p. 17-24.
- Cercetări arheologice în castrul roman de la Acidava, satul Enoșești, comuna Piatra Olt, județul Olt, SMMIM, 11, 1978, p. 137-142 (cu Cr. Vlădescu).
- Săpăturile de salvare de la castrul Arutela din 1978, Materiale, 13, 1979, p. 235-236 (cu Cr. Vlădescu).
- Arutela V. Campania de săpături de salvare din anul 1978, SMMIM, 12, 1979, p. 124-125 (cu Cr. Vlădescu și O. Stoica).
- Les deux camps de Praetorium sur le limes Alutanus, Roman Frontier Studies 1979. Papers presented to the 12th International Congress of Roman Frontier Studies, BAR Int. Ser. 71, Oxford, 1980, p. 815-829 (cu Cr. Vlădescu) - versiunea românească în SMMIM, 13, 1980, p. 75-84.
- Noi materiale arheologice de la Romula, SMMIM, 13, 1980, p. 106-122 (cu M. Zahariade).
- Castrele de la Praetorium din sectorul de nord al Limesului Alutanus, Drobeta, 4, 1980, p. 109-116 (cu Cr. Vlădescu).
- Castrul de la Titești, com. Perișani, jud. Vâlcea, SCIVA, 32, 1981, 4, p. 581-591 (cu Cr. Vlădescu).

Contribuții epigrafice
- Câteva inscripții recent descoperite în Dobrogea, StCl, 5, 1963, p. 289-297.
- Amfore ștampilate din Tomis, SCIV, 19, 1968, 1, p. 41-61 (cu M. Gramatopol).
- Amphora stamps from Callatis and South Dobroudja, Dacia, 13, 1969, p. 127-282 (cu M. Gramatopol).
- Însemnări privind amforele ștampilate, SCIV, 22, 1971, 3, p. 501-505.
- Amfore ștampilate din Callatis în colecția Muzeului Militar Central, SMMIM, 7-8, 1974-1975, p. 5-12.
- Les timbres amphoriques de Thasos à Callatis, Recherches sur les amphores grecques, Paris, 1986, p. 335-351.
- Nouveaux timbres amphoriques thasiens de Callatis, Dacia, 32, 1988, p. 27-35 (cu Al. Avram si N. Conovici).
- Nouveaux timbres amphoriques sinopéens de Callatis, Dacia, 33, 1989, p. 111-123 (cu N. Conovici si Al. Avram).
- Étude quantitative sur les timbres amphoriques sinopéens à Callatis, Dacia, 34, 1990, p. 111-127 (cu Al. Avram si N. Conovici) - versiunea rusă în Grečeskije amfory. Les amphores grecques, Saratov, 1992, p. 229-253.

Contribuții numismatice
- Un mic tezaur de denari romani imperiali descoperit la Ghindăoani (jud. Neamț), SCIV, 19, 1968, 4, p. 597-611 (cu V. Mihăilescu-Bîrliba și Al. Artimon).
- Un tezaur de monede callatiene din perioada autonomiei, SCN, 4, 1968, p. 103-125.
- Note numismatice dobrogene, SCN, 4, 1968, p. 397-404.
- Monede bizantine din Dobrogea provenite dintr-o mică colecție, SCN, 4, 1968, p. 405-408.
- Quelques monnaies trouvées à Adamclisi et la fin de Civitas Tropaensium, Dacia, 12, 1968, p. 409-411.
- Monede mai puțin cunoscute din timpul lui Ptolemeu al V-lea emise în Cipru, StCl, 11, 1969, p. 221-224.
- Contributions à l'histoire de l'Empire romain à la lumière de deux trésors monétaires des IV-Ve siècles découvertes à Celeiu, Dacia, 14, 1970, p. 251-295 (cu V. Barbu).
- Discuție pe marginea câtorva monede străine descoperite în Dobrogea antică, SCIV, 21, 1970, 1, p. 133-144.
- Numismatica și distrugerea Histriei la mijlocul secolului al III-lea e.n., SCN, 5, 1971, p. 91-111.
- Tezaurul de denari romani republicani și de la începutul Principatului descoperit la Breaza, comuna Lisa (jud. Brasov), SCN, 5, 1971, p. 265-282 (cu C. Știrbu).
- Notă adițională privind tezaurul de denari romani imperiali descoperit la Ghindăoani (jud. Neamț), SCN, 5, 1971, p. 383-388 (cu V. Mihăilescu-Bîrliba).
- Denari romani republicani descoperiți la Bumbești, județul Gorj, RevMuz, 8, 1971, 3, p. 259-260 (cu Cr. Vlădescu).
- Monede recent descoperite la Histria și unele probleme de circulație monetară în Dobrogea antică, Pontica, 4, 1971, p. 319-337.
- Monede bizantine de bronz din secolele V-VII în Dobrogea, BMI, 10, 1971, 3, p. 51-57.
- Date noi privind tezaurul de la Adânca, jud. Dâmbovița, Acta Valachica, Târgoviste, 3, 1972, p. 109-131 (cu C. Condrea).
- Monedele descoperite în necropola Sucidavei, în campania a XX-a (1968), Materiale, 10, 1973, p. 141-146.
- Câteva descoperiri monetare din Oltenia preromană, BMI, 42, 1975, 1, p. 25-30 (cu O. Stoica).
- Le trésor de Mărășești. Les statères en or des cités du Pont Gauche et le problème des relations avec le monde grec et les populations locales aux VIe – Ier siècles av. n.è., Dacia, 18, 1974, p. 103-125.
- Câteva date noi privind circulația denarilor romani republicani în Dobrogea, Pontica, 7, 1974, p. 219-238.
- Câteva monede bizantine descoperite în Oltenia, SCIVA, 26, 1975, 1, p. 153-155 (cu C. Voicu).
- Studiile de numismatică greacă în România între 1947-1974, BSNR, 67-69, 1973-1975, 121-123, p. 17-41.
- Încă o tetradrahmă din tezaurul de la Bătăsani, jud. Vâlcea, BSNR, 67-69, 1973-1975, 121-123, p. 49-51 (cu O. Stoica).
- Descoperirile monetare din cetățuia romano-bizantină de la Sucidava, cu specială privire asupra perioadei 260-328. Campaniile 1966-1971, SCN, 6, 1975, p. 69-106.
- Monede romane și bizantine provenite din nordul Dobrogii, Peuce, 4, 1973-1975, p. 133-173 (cu V. H. Baumann).
- Monedele bizantine dintr-o colecție formată la Constanța, SCIVA, 27, 1976, 2, p. 215-229 (cu Al. Popeea).
- Monnaies byzantines des VIe – VIIe siècles en Dobroudja, Actes du XIVe Congrès International des Études Byzantines, Bucarest 6-12 septembre 1971, Bucuresti 1976, III, p. 203-213.
- Monede din colecția Muzeului Militar Central. I. Denari romani republicani, SMMIM, 9, 1976, p. 162-170.
- Noi date numismatice privind prezențele bizantine în Câmpia Română în secolele IX-XI, Ilfov – file de istorie, Bucuresti, 1, 1978, p. 135-141 (cu C. Popa).
- Aperçu bibliographique sur les monnaies grecques des régions balkaniques et du littoral septentrional du Pont Euxin à l'époque romaine, Dacia, 23, 1979, p. 315-317.
- Les statères ouest-pontiques de type Alexandre le Grand et Lysimaque, RBN, 125, 1979, p. 37-51.
- Tezaurul de la Breasta și alte descoperiri de denari romani republicani în Oltenia, SCN, 7, 1980, p. 71-81.
- Tezaurul de denari romani republicani de la Lunca, orasul Ocnele Mari (jud. Vâlcea), SCN, 7, 1980, p. 149-153.
- Contributions à l'étude des monnaies pointes de flèche à la lumière des trésors de Jurilovca, dép. de Tulcea, Actes du IIe Congrès International de Thracologie, Bucuresti 1980, II, p. 141-150 (cu E. Oberländer-Târnoveanu).
- Probleme istorice dobrogene (secolele VI-VII) în lumina monedelor bizantine din colecția Muzeului de istorie națională și arheologie din Constanța, SCIVA, 31, 1980, 3, p. 377-396 (cu R. Ocheseanu).
- Tezaurul de denari romani republicani de la Sadova (jud. Dolj), BSNR, 70-74, 1976-1980, 124-128, p. 139-151 (cu O. Stoica și V. Ciucă).
- Denari romani din vechi descoperiri monetare, BSNR, 70-74, 1976-1980, 124-128, p. 161-169 (cu St. Chițu).
- Câteva monede romane și bizantine descoperite întâmplător la Capidava, BSNR, 70-74, 1976-1980, 124-128, p. 247-251.
- Câteva monede antice și bizantine din sudul Dobrogei, BSNR, 70-74, 1976-1980, 124-128, p. 635-642 (cu C. Popa).
- Monede bizantine descoperite în Dobrogea, intrate într-o colecție din București, BSNR, 70-74, 1976-1980, 124-128, p. 645-650 (cu A. Smaranda).
- Problèmes historiques de la Dobroudja (Vie-VIIe siècles) à la lumière des monnaies byzantines traitées par des méthodes statistiques, PACT, 5, 1981, p. 349-361.
- Contribuții la istoria Diernei în lumina descoperirilor monetare din săpăturile arheologice din 1967, BSNR, 75-76, 1981-1982, 129-130, p. 169-208 (cu M. Chițescu).
- Contribuții la studiul pătrunderii monedelor bizantine în Dobrogea în secolele VII-X, BSNR, 75-76, 1981-1982, 129-130, p. 237-251 (cu I. Donoiu).
- Circulation des monnaies d'Apollonia et de Dyrrachion en Dacie préromaine et dans les régions du Bas-Danube, L’Adriatico tra Mediterraneo e Penisola Balcanica nell'antichità, Taranto, 1983, p. 221-237.
- Contribuții la circulația monetară din centrul Transilvaniei în secolul I î.e.n.: tezaurul monetar descoperit la Icland (com. Ernei, jud. Mures), SCN, 8, 1984, p. 53-75 (cu M. Cojocărescu).
- Un denar emis pentru Annia Faustina, SCN 8, 1984, p. 117-118 (cu O. Iliescu și P.I. Dicu).
- Monede rare și inedite din Moesia Inferior. Tomis. I. De la Augustus la Commodus, BSNR, 77-79, 1983-1985, 131-135, p. 89-107 (cu E. Nicolae).
- Alte câteva monede descoperite la Capidava, BSNR, 77-79, 1983-1985, 131-135, p.169-176.
- Tezaurul de monede bizantine de aur descoperit în săpăturile arheologice din anul 1899 de la Axiopolis, BSNR, 77-79, 1983-1985, 131-135, p. 177-197 (cu R. Ocheșeanu).
- Tezaurul de vârfuri de săgeți monetare de la Nuntași, Studia Thracologica, 3, Constanța, 1985, p. 58 (cu C. Domăneanțu).
- Le trésor de monnaies du Bas-Empire romain découvert à Ulmetum en 1912, RIN, 90, 1988, p. 295-308 (cu R. Ocheseanu și E. Nicolae) - versiunea românească în Pontica 21-22, 1988-1989, p. 163-168.
- Axiopolis au IIIe – VIIe siècles de n. è. à la lumière des découvertes monétaires, SCN, 9, 1989, p. 53-73 (cu R. Ocheșeanu și E. Nicolae) - versiunea croată în Numizmatika, Zagreb, 1, 1988, 8, p. 26-45.
- Monede romane târzii și bizantine (secolele IV-XI) descoperite pe teritoriul județului Argeș, SCN, 9, 1989, p. 75-88 (cu P. I. Dicu).
- Un tezaur de monede de bronz din vremea împăratului Constantin cel Mare descoperit la Tomis, Pontica, 23, 1990, p. 267-275 (cu R. Ocheșeanu, A. Smaranda, A. Diaconu).
- Tezaurul de monede romane târzii descoperit la Beștepe, Pontica, 23, 1990, p. 277-314 (cu R. Ocheșeanu).
- Fortificația și asezarea romană târzie de la Babadag-Topraichioi. Monedele, Peuce, 10/1, 1991, p. 271-319 și 10/2, 1991, p. 84-92, 302-310.
- Câteva monede romane descoperite la Mahmudia și Independența, Peuce, 10/1, 1991, p. 411-415 și 10/2, 1991, p. 379, pl. 1 (cu V. Lungu).
- Monede de aur romane și bizantine din colecția Maria și dr. George Severeanu, Peuce, 10/1, 1991, p. 485-495 și 10/2, 1991, p. 391-396, pl. I-VI (cu R. Ocheșeanu).
- Minimi din tezaurul descoperit la Constanța în cartierul Anadolchioi, BSNR, 80-85, 1986-1991, 134-139, p. 101-115 (cu E. Nicolae).
- Un taler de la Despot-Vodă, BSNR, 80-85, 1986-1991, 134-139, p. 155-159 (cu R. Ocheseanu).
- Un fragment de tezaur de denari romani imperiali descoperit la Pâncești, județul Bacău, BSNR, 80-85, 1986-1991, 134-139, p. 275-280 (cu R. Ocheșeanu).
- Câteva depozite monetare din Scythia Minor depuse ca ofrande funerare, Pontica, 24, 1991, p. 347-371 (cu R. Ocheșeanu).
- La circulation monétaire à Tomis aux IVe-Ve siècles, Actes du XIe Congrès International de Numismatique organisé à l'occasion du 150e anniversaire de la Société Royale de Numismatique de Belgique (Bruxelles 8-13 septembre 1991), Louvain-la-Neuve, 1993, II, p. 355-370 (cu R. Ocheșeanu).
- Tezaurul de denari romani imperiali de la Trestenic, com. Nalbant, jud. Tulcea, Al XII-lea Simpozion Național de Numismatică. Rezumatele comunicărilor, Giurgiu 1995, p. 12 (cu M. Iacob).
- Considerații preliminare asupra tezaurului de denari și antoninieni de la Stănești, com. Stănești, jud. Vâlcea, Al XII-lea Simpozion Național de Numismatică. Rezumatele comunicărilor, Giurgiu, 1995, p. 13-14 (cu E. Păunescu).
- Le trésor de tétradrachmes de Bătășani (Roumanie), CH II, 1976, no. 65, BSFN, 50, 1995, 10, p. 1195-1197.
- Contribuții la cunoașterea circulației monedei de bronz în secolul al V-lea p. Chr. la Tomis, SCN 10, 1993, p. 67-90 (cu R. Ocheșeanu).
- Un tezaur de denari romani din secolul I p. Chr. de la Rachelu și câteva descoperiri monetare izolate din comuna Luncavița, jud. Tulcea, BSNR, 86-87, 1992-1993, 140-141, p. 77-94 (cu R. Ocheșeanu).
- Mărturii numismatice privind locuirea antică de pe teritoriul satului Sălcioara, com. Unirea, jud. Tulcea, BSNR, 86-87, 1992-1993, 140-141, p. 125-133 (cu M. Mănucu-Adameșteanu).
- Două monede de aur romane târzii descoperite în Muntenia, BSNR, 86-87, 1992-1993, 140-141, p. 315-318 (cu R. Ocheșeanu și M. Tudosiu).
- Quelques monnaies de l'époque de l'Empire romain trouvées dans les environs de Dionysopolis, Dobroudja, SCN, 12, 1995, p. 89-102 (cu M. Zahariade).

Abrevieri
- BMI = Buletinul monumentelor istorice, București
- BSFN =Bulletin de la Société Française de Numismatique, Paris
- BSNR = Buletinul Societății Numismatice Române, București
- CN = Cercetări numismatice, București
- Cumidava = Cumidava. Muzeul județean Brașov, Brașov
- Dacia = Dacia. Revue d'archéologie et d'histoire ancienne, București
- Dobrudja = Dobroudja. Sbornik, Varna
- Drobeta = Drobeta. Muzeul Regiunii Porților de Fier, Drobeta – Turnu Severin
- Materiale = Materiale și cercetări arheologice, București
- Oltenia = Oltenia. Studii și comunicări, Craiova
- PACT = PACT. Journal of the European Study Group on Physical, Chemical and Mathematical Techniques Applied to Archaeology, Strasbourg
- Peuce = Peuce. Studii și comunicări de istorie, etnografie și muzeografie, Tulcea
- Pontica = Pontica. Studii și materiale de istorie, arheologie și muzeografie, Constanța
- RevMuz = Revista muzeelor, București
- RBN = Revue Belge de Numismatique et de Sigillographie, Bruxelles
- RIN = Rivista Italiana di Numismatica e Scienze Affini, Milano
- RN = Revue Numismatique, Paris
- SCIV(A) = Studii și cercetări de istorie veche (și arheologie – din 1975), București
- SCN = Studii și cercetări de numismatică, București
- SMMIM = Studii și materiale de muzeografie și istorie militară, București
- StCl = Studii Clasice, București